# 효율적 계약파기
효율적 계약파기(Efficient breach)는 영미법상 그리고 법경제학상 개념으로 자발적인 계약파기와 손해전보가 효율적인 경제적 교환을 발생시킨다는 견해이다. 미국의 법경제학자 포스터에 의해 주창되었다.